# FC Girondins de Bordeaux (női csapat)
Az FC Girondins de Bordeaux egy francia női labdarúgóklub Bordeaux-ban. A csapatot 2015-ben alapították. Hazai mérkőzéseiket a Stade Sainte-Germaine-ban játsszák.

## Klubtörténet
A Girondins de Bordeaux több más klubhoz hasonlóan egy női szakosztályt szeretett volna létrehozni, de ezt a kérésüket az FSFSF elutasította. Ezt követően Jean-Louis Triaud az ES Blanquefort csapatával hozta létre új szakosztályát a klubnak. A 2015–2016-os első szezonjukat a másodosztályban kezdték meg, ahol B csoportot megnyerve feljutottak az élvonalba. Sarah Cambot a csoportjuk gólkirálynője lett 24 góllal. A következő szezonban a 10. helyen végeztek, éppen elkerülve a kiesést.

## Játékoskeret
2023. október 3-tól
| #  |     | Poszt | Név              |
| -- | --- | ----- | ---------------- |
| 1  | ISR | K     | Agam Haviv       |
| 16 | FRA | K     | Justine Lerond   |
| 5  | FRA | V     | Marion Haelewyn  |
| 18 | FRA | V     | Amandine Herbert |
| 21 | FRA | V     | Lou Autin        |
| 23 | FRA | V     | Andréa Lardez    |
| 26 | FRA | V     | Fiona Liaigre    |
| 27 | FRA | V     | Laurine Pinot    |
| 6  | FRA | KP    | Maëlle Seguin    |
| 8  | MAR | KP    | Hajar Saïd       |
| 10 | FRA | KP    | Camille Lafaix   |

| #  |     | Poszt | Név                                                 |
| -- | --- | ----- | --------------------------------------------------- |
| 14 | FRA | KP    | Marie Dehri                                         |
| 20 | MAR | KP    | Ambre Basser-Drunet                                 |
| 24 | FRA | KP    | Nesrine Bahlouli (kölcsönben a Milantól)            |
| 25 | FRA | KP    | Hillary Diaz                                        |
| 4  | FRA | CS    | Océane Hurtré (kölcsönben a Paris Saint-Germaintől) |
| 7  | FRA | CS    | Mylaine Tarrieu                                     |
| 9  | POR | CS    | Serena Queirós                                      |
| 11 | ENG | CS    | Shameeka Fishley                                    |
| 15 | FRA | CS    | Hawa Sangaré                                        |
| 17 | USA | CS    | Abi Kim                                             |
| 19 | MNE | CS    | Jelena Karličić                                     |

## Korábbi híres játékosok
| - Margaux Aimé - Viviane Asseyi - Charlotte Bilbault - Chloé Billaud - Romane Bruneau - Sarah Cambot - Estelle Cascarino - Mickaëlla Cardia - Delphine Chatelin - Bahija Chatta - Myléne Chavas - Océane Daniel - Julie Dufour - Maëlle Garbino - Sophie Istillart - Inès Jaurena - Ghoutia Karchouni - Emmanuelle Lacroix - Emelyne Laurent - Claire Lavogez - Juliette Loumagne - Amélia Misslin | - Margaux Montegut - Lucile Ossul - Ella Palis - Marine Perea - Ève Périsset - Laëtitia Philippe - Emanuelle Saboulard - Julie Thibaud - Malia Berkely - Anna Moorhouse - Kathellen - Tainara - Melissa Herrera - Sisca Folkertsma - Katja Snoeijs - Svava Rós Guðmundsdóttir - Khadija Shaw - Paige Culver - Vanessa Gilles - Elena Linari - Mélissa Gomes - Erin Nayler |

## Sikerek
- D2 Féminine
  - Bajnok: 2015–16

## Külső hivatkozások
- Hivatalos weboldal